# Xian de Suichang
Le xian de Suichang (遂昌县 ; pinyin : Suíchāng Xiàn) est un district administratif de la province du Zhejiang en Chine. Il est placé sous la juridiction administrative de la ville-préfecture de Lishui.

## Démographie
La population du district était de 224 915 habitants en 1999.

## Controverse
À la suite d'une série d'articles publiée entre le 5 juin et 26 juillet 2010 dans The economic observer, la compagnie Kan (凯恩特种材料股份有限公司) est dénoncée pour avoir racheté à la fin des années 1990 une entreprise d'état locale à un prix nettement inférieur (890 000 RMB) à sa valeur réelle (actifs totaux: 136 millions RMB / actifs net: 7.09 millions RMB), le Bureau de Sécurité Publique (en chinois : 公安局) lista le nom de son auteur, le journaliste Qiu Ziming, à des fins d'arrestation pour avoir « entaché la réputation de la compagnie Kan ». Le journaliste reçoit alors un soutien de la société, de son journal The economic observer ainsi que des autorités, confirmant le droit du journal de surveiller l'activité des compagnies et entreprises chinoises.
Le 29 juillet 2010, le Bureau de Sécurité Publique révoque se décision. À présent, le journal se réserve le droit de poursuivre ses options juridiques vis-à-vis de la compagnie Kan pour avoir tenté de supprimer la surveillance de ses activités par le public - ainsi que pour avoir porté de fausses accusations contre le journaliste-reporter Qiu Ziming.
Cette controverse illustre un phénomène de collusion observé à plusieurs reprises entre les autorités, les acteurs émergents du marché et la "privatisation" de l'entreprise publique en Chine, qui se caractérise notamment par une '"ambigüité institutionnelle délibérée" selon le chercheur Peter HO, basé à l'Université de Groningue aux Pays-Bas.